# Michał Tadeusz Brzęk-Osiński
Michał Tadeusz Brzęk-Osiński (ur. 29 września 1892 w Radomiu, zm. 10 września 1983 tamże) – major kawalerzysta Legionów Polskich i Wojska Polskiego, polityk okresu II Rzeczypospolitej, Szef Wydziału Organizacyjnego Komendy Naczelnej Związku Legionistów Polskich w latach 1936–1938.
Kawaler Orderu Virtuti Militari i Orderu Odrodzenia Polski.

## Życiorys
Urodził się 29 września 1892 w rodzinie właściciela fabryki Florentyna i Anieli z Wójcickich. W 1912 ukończył szkołę handlową w Radomiu, później studia na Wydziale Mechanicznym Politechniki w Gothen Anhalt (lub Heidelbergu). Od 3 sierpnia 1914 był żołnierzem Pierwszej Kompanii Kadrowej, a następnie 1 Pułku Ułanów (LP) Władysława Beliny-Prażmowskiego, piłsudczyk. Wraz z pułkiem brał udział w walkach pod Konarami, Kostiuchnówką, pod Wolą Pawłowską, Urzędowem, pod Trojanówką. Od 5 lutego do 31 marca 1917 był słuchaczem kawaleryjskiego kursu oficerskiego przy 1 Pułku Ułanów w Ostrołęce. Kurs ukończył z wynikiem dobrym. Posiadał wówczas stopień wachmistrza szefa. Latem tego samego roku, po kryzysie przysięgowym, został internowany w Szczypiornie, a później w Łomży. Pseudonim legionowy nadał mu przełożony Stanisław Grzmot-Skotnicki.
Po zwolnieniu działał przez rok w POW w Warszawie. Od listopada 1918 żołnierz odrodzonego Wojska Polskiego. W stopniu podporucznika otrzymał przydział do 11 Pułku Ułanów. Z pułkiem bierze udział w walkach wojny polsko–bolszewickiej. Podczas wojny: „za niezwykłą odwagę, waleczność oraz bohaterskie czyny” został odznaczony Orderem Virtuti Militari.
W 1921 przeniesiony do rezerwy w stopniu rotmistrza. W latach 1922–1939 w Radomiu prowadził rodzinną fabrykę maszyn rolniczych. Był też członkiem zarządu Związku Legionistów Polskich. Następnie polityk sanacji, w latach 1930–1938 z okręgu radomskiego poseł na Sejm II RP III i IV kadencji. Od 1932 był sekretarzem generalnym Bezpartyjnego Bloku Współpracy z Rządem. Jako bliski współpracownik premiera Walerego Sławka brał udział w tworzeniu konstytucji kwietniowej.
W kampanii wrześniowej w stopniu majora walczył w szeregach WBPanc.-Mot. Następnie po ciężkich walkach pod Krasnobrodem dostał się do niewoli niemieckiej. Osadzony w Oflagu Woldenberg. W 1945 powrócił do Radomia, gdzie prowadził dalej swój prywatny zakład, upaństwowiony w latach pięćdziesiątych. Następnie szykanowany przez UB. Później zostaje chałupnikiem produkującym zabawki.
W 1962 był współzałożycielem Radomskiego Towarzystwa Naukowego. Był też prezesem Klubu Miłośników Radomia oraz współpracownikiem Muzeum Regionalnego i PTTK, od 1975 inspektorem Miejskiego Komitetu Kultury Fizycznej i Turystyki.
Zmarł 10 września 1983. Pochowany w kwaterze legionistów na radomskim cmentarzu rzymskokatolickim.

## Awanse[2]
- wachmistrz – 1914
- podporucznik – 1918
- rotmistrz – 1922
- major – 1938

## Życie prywatne
Żonaty z Zofią Nachtlicht, bez dzieci.

## Publikacje
- Michał Tadeusz Brzęk-Osiński: Legionista i piłsudczyk 1905–1939. Radom: Radomskie Towarzystwo Naukowe. Brak numerów stron w książce

## Ordery i odznaczenia
- Krzyż Srebrny Orderu Virtuti Militari nr 3657[2]
- Krzyż Komandorski z Gwiazdą Orderu Odrodzenia Polski (1935)[4]
- Krzyż Oficerski Orderu Odrodzenia Polski (10 listopada 1928)[5]
- Krzyż Niepodległości (7 lipca 1931)[6]
- Krzyż Walecznych (czterokrotnie)